# Yates Center
Yates Center város az USA Kansas államában. Lakosainak száma 1352 fő (2020. április 1.).

## Népesség
A település népességének változása:

| 2010 | 1 417 |
| 2020 | 1 352 |